# Tony Knowles (snooker)
Pour les articles homonymes, voir Knowles.
Ne doit pas être confondu avec Tony Knowles.
Tony Knowles, né le 13 juin 1955 à Bolton dans le Lancashire, est un ancien joueur de snooker professionnel anglais.
Sa carrière est principalement marquée par deux victoires en tournoi classé, à l'Open international en 1982 et au tournoi des joueurs professionnels l'année suivante. Malgré un meilleur classement qui s'élève à la deuxième place mondiale, Knowles n'a jamais disputé la finale d'un tournoi majeur, butant à trois reprises au stade des demi-finales au championnat du monde. Il compte aussi deux échecs en demi-finale au Masters de snooker. 

## Carrière

### Débuts (1964-1982)
Knowles commence à pratiquer le snooker à l'âge de 9 ans, au sein du club dirigé par son père, Kevin. En junior, il s'empare à deux reprises du titre de champion de Grande Bretagne, en 1972 et 1974. En 1979, il fait une demande auprès de la World Professional Billiards and Snooker Association afin d'intégrer le circuit professionnel, demande refusée. 
Sa demande est finalement acceptée en 1981 et il fait ses débuts sur le circuits professionnel, terminant sa première saison sans un seul match gagné. L'année d'après, il se qualifie pour la première fois au championnat du monde mais s'incline d'entrée de jeu contre Graham Miles (10-8). Knowles se qualifie à nouveau l'année suivante et se rend cette fois jusqu'en quart de finale, écrasant le vainqueur de la dernière édition Steve Davis au premier tour (10-1). Ce premier quart de finale dans un tournoi comptant pour le classement mondial lui permet d'intégrer le top 16 mondial, dans lequel Knowles se maintiendra jusqu'en 1990, pendant quasiment dix ans. 

### Meilleures années (1983-1992)
Knowles fera mieux lors de l'édition suivante en atteignant la première de ses trois demi-finales au championnat du monde. C'est dans cette demi-finale qu'il est le plus proche de rejoindre la finale, étant battu dans la dernière manche contre Cliff Thorburn (16-15). Les deux autres fois, il sera balayé contre Denis Taylor (16-5) et Joe Johnson (16-8). Cette première demi-finale au championnat du monde intervient juste après la première victoire de Knowles dans un tournoi classé, à l'occasion de l'Open international, où il l'emporte aux dépens de David Taylor. L'Anglais termine la saison 1982-1983 dans le top 5 mondial. 
La saison d'après, il gagne le deuxième et dernier titre classé de sa carrière ; le tournoi des joueurs professionnel. La finale, qu'il joue contre Joe Johnson est très serrée et se termine dans la manche décisive, remportée par Knowles sur les couleurs. Au cours de cette saison, il est aussi battu en finale de deux tournois ne comptant pas pour le classement (Masters d'Écosse et Classique Tolly Cobbold) et dispute l'une de ses deux demi-finales au Masters de snooker, où il s'incline contre Terry Griffiths, 6 manches à 4. Knowles termine cette saison au meilleur classement de sa carrière (2e). 
En 1984, Knowles triomphe au Masters d'Australie, un tournoi sur invitation, dominant John Virgo en finale. En revanche, il est lourdement battu en finale de l'Open international face à Steve Davis (9-2). Il échoue aussi en finale de deux autres tournois d'importance secondaire ; le challenge Carlsberg et le championnat d'Angleterre professionnel. 
Pendant la saison 1985-1986, Knowles ne dispute aucune finale, quel que soit la catégorie du tournoi. Néanmoins, sa régularité tout au long de l'année lui permet de se maintenir parmi les cinq meilleurs joueurs de snooker au monde. Un peu moins régulier lors de la saison suivante, le joueur anglais sort cette fois-ci du top 5 mondial. Toujours en difficulté pendant les saisons d'après, Knowles finit par redescendre en dehors du top 16 mondial à l'issue de la saison 1990-1991, finissant au rang no 21. Par ailleurs, il réalise en 1985 un cinquième et dernier quart de finale au championnat du monde, mais est surpassé par Jimmy White (13-6). 
Knowles se ressaisi brièvement au début de la saison 1991-1992, disputant une quatrième finale d'un tournoi classé, la dernière de sa carrière, pendant le classique de Dubaï. Il y est néanmoins sèchement battu contre John Parrott, 9 à 3. Ce résultat convaincant lui ouvre à nouveau la porte du top 16 mondial, dans lequel il ne restera qu'une seule saison. À la fin de l'année, Knowles effectue sa dernière apparition au championnat du monde, où il réussit à passer le premier tour avant d'être encore une fois dominé par Parrott, 13-4.

### Déclin et retraite (1993-2004)
Ses résultats déclinants le font ensuite redescendre progressivement dans le classement mondial, jusqu'à toucher le fond en pointant au 125e rang mondial après une saison 1997-1998 inexistante. Pendant cette période, il réalise son dernier fait d'arme en étant quart de finaliste au Grand Prix de 1993. Après 1998, il est relégué dans les rangs amateur mais retente sa chance chez les professionnels. 
En revanche, Knowles limite ses apparitions à seulement quelques tournois, dont le championnat du monde, devant à chaque fois passer par les qualifications. En revanche, cela reste infructueux puisqu'il ne réussit à se qualifier que pour un seul tournoi entre 1998 et 2004, l'Open d'Irlande 1998, où il perd au premier tour contre John Higgins (5-3). C'est la dernière participation de Knowles au tableau final d'un tournoi. Retombé à la 248e position du classement mondial à la fin de l'année 2004, l'Anglais décide de mettre un terme à sa carrière professionnelle, après plus de vingt années passées sur le grand circuit.  

## Vie d'après carrière
En 2009, il remporte la première édition du tournoi de Snooker Super 6s (tournoi à six billes rouges, dont les matchs sont disputés en une seule manche), organisée au Crucible Theatre de Sheffield. 
Knowles retente également sa chance dans quelques compétitions professionnelles de snooker, dont les qualifications du championnat du monde et des épreuves du championnat du circuit des joueurs. En 2021, il tente même de regagner sa place sur le circuit mondial de snooker en participant aux trois tournois de la Q School. Lors du troisième et dernier tournoi, il atteint le troisième tour, mais cela ne suffit pas pour qu'il se qualifie. 
Un numéro de l'émission comique Phoenix Nights a été nommé « Tony Knowles Suite » en son honneur. 

## Palmarès
| Légende | Catégorie                      | Titres                         | Finales                        |
|         | Tournois classés               | 2                              | 2                              |
|         | Tournois non classés           | 1                              | 4                              |
|         | Tournois pro-am                | 1                              | 1                              |
|         | Tournois par équipes           | 1                              | 3                              |
|         | Tournois seniors               | 1                              | 1                              |
|         | Tournois amateurs              | 2                              | 0                              |
| Gras    | Tournois de la triple couronne | Tournois de la triple couronne | Tournois de la triple couronne |

### Titres
| Saison    | Nom du tournoi                                     | Lieu        | Finaliste          | Score         | Tableau |
| 1972      | Championnat du Royaume-Uni des moins de 19 ans     | Royaume-Uni | adversaire inconnu | score inconnu |         |
| 1974      | Championnat du Royaume-Uni des moins de 19 ans (2) | Royaume-Uni | adversaire inconnu | score inconnu |         |
| 1979-1980 | Tournoi Pontins pro-am (automne)                   | Prestatyn   | Dave Martin        | 7–0           | Tableau |
| 1982-1983 | Open international                                 | Derby       | David Taylor       | 4–2           | Tableau |
| 1983-1984 | Tournoi des joueurs                                | Bristol     | Joe Johnson        | 9–8           | Tableau |
| 1983-1984 | Coupe du monde                                     | Reading     | Pays de Galles     | 4-2           | Tableau |
| 1984-1985 | Masters d'Australie                                | Dubbo       | John Virgo         | 7-3           | Tableau |
| 2019      | Tournoi super seniors (épreuve 2)                  |             | Mike Hallett       | 2–0           |         |

### Finales perdues
| Saison    | Nom du tournoi                                      | Lieu                | Vainqueur            | Score | Tableau |
| 1982-1983 | Coupe du monde                                      | Reading             | Canada               | 2-4   | Tableau |
| 1983-1984 | Masters d'Écosse                                    | Glasgow             | Steve Davis          | 6-9   | Tableau |
| 1983-1984 | Championnat du monde par équipes (avec Jimmy White) | Northampton         | Steve Davis Tony Meo | 2-10  | Tableau |
| 1983-1984 | Classique Tolly Cobbold                             | Ipswich             | Steve Davis          | 2-8   | Tableau |
| 1984-1985 | Challenge Carlsberg                                 | Dublin              | Jimmy White          | 7-9   | Tableau |
| 1984-1985 | Open international                                  | Newcastle upon Tyne | Steve Davis          | 2-9   | Tableau |
| 1984-1985 | Championnat d'Angleterre                            | Ipswich             | Steve Davis          | 2-9   | Tableau |
| 1984-1985 | Coupe du monde (2)                                  | Bournemouth         | Irlande unifiée      | 7-9   | Tableau |
| 1989-1990 | Open des Pays-Bas                                   | Rotterdam           | Peter Ebdon          | 4-6   | Tableau |
| 1991-1992 | Classique de Dubai                                  | Dubai               | John Parrott         | 3-9   | Tableau |
| 2019      | Tournoi super seniors (épreuve 4)                   |                     | Gary Filtness        | 0-2   |         |